# Фролов (Волгоградська область)
Фролов (рос. Фролов) — хутір у Михайлівському районі Волгоградської області Російської Федерації.
Населення становить 67 осіб. Входить до складу муніципального утворення Карагичевська сільська рада Михайлівського міського округу.

## Історія
Хутір розташований у межах українського історичного та культурного регіону Жовтий Клин.
Згідно із законом від 28 червня 2012 року № 65-ОД органом місцевого самоврядування є відділ сільської території Карагичевська сільська рада Михайлівського міського округу.

## Населення
| 2010 |
| ---- |
| 67   |